# Sistema de posicionamiento en interiores

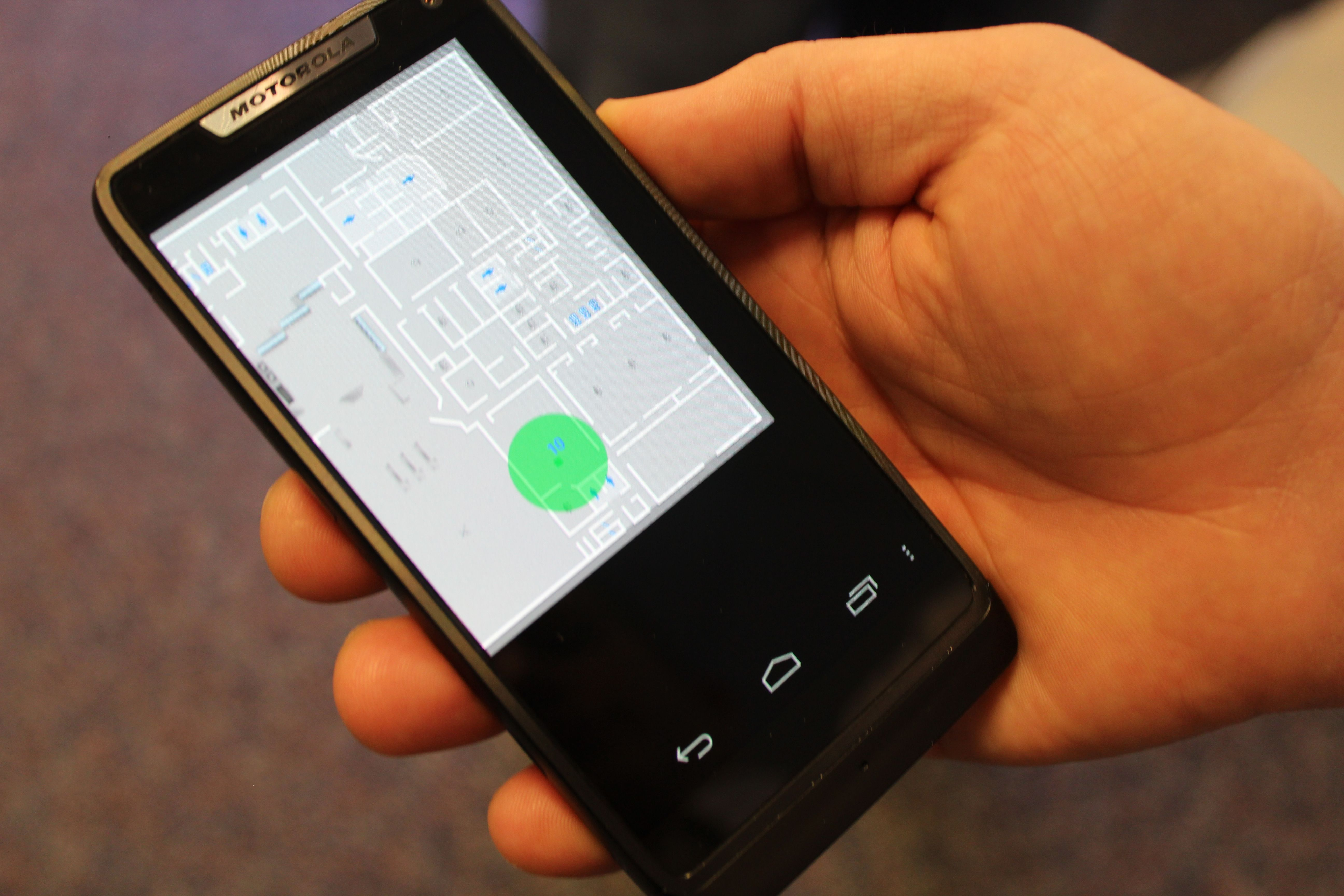
Teléfonos móviles negros, Frente de teléfonos inteligentes, Sistema de posicionamiento interior, Motorola Droid RAZR M, RFID, Wi-Fi

Un sistema de posicionamiento en interiores (en inglés indoor positioning system, abreviadamente IPS) es una red de dispositivos utilizados para localizar inalámbricamente objetos o personas dentro de un edificio y que también puede ser utilizado para navegación dentro del mismo. A veces, los productos que se ofrecen bajo este término no cumplen con la norma internacional ISO/IEC 24730 sobre sistemas de localización en tiempo real (RTLS).
En lugar de utilizar los satélites, un IPS se basa en anclajes próximos (nodos con una posición conocida), que o bien localizan activamente etiquetas o bien proporcionan contexto ambiental a los dispositivos sensores. La naturaleza localizada de un IPS ha dado lugar a la fragmentación de diseño, con sistemas haciendo uso de diversas tecnologías: óptica, de radio, o incluso acústica.
En el diseño de los sistemas se deberá tener en cuenta que el servicio de localización inequívoca requiere al menos tres medidas independientes por destino. Para alisar y compensar los errores estocásticos, debe haber un exceso de determinación matemática que permite reducir el presupuesto de error. De lo contrario, el sistema debe incluir información de otros sistemas para hacer frente a la ambigüedad física y para habilitar la compensación de error.

## Usos
El principal beneficio para el usuario de posicionamiento en interiores es la expansión del reconocimiento de ubicación de informática móvil en interiores. Dado que los dispositivos móviles se vuelven omnipresentes, conciencia contextual para aplicaciones se ha convertido en una prioridad para los desarrolladores. La mayoría de las aplicaciones que se basan en GPS, sin embargo, y no funcionan bien en interiores. Las aplicaciones que se benefician de localización en interiores incluyen:
- Almacén
- Aparcamientos cubiertos, para localizar donde se dejó el vehículo.
- Campus académicos.[11][12]
- Deportes
- Hospitales
- Mapas de centro comercial y aeropuertos.[13][14]
- Navegación de tiendas.[15]
- Publicidad dirigida.[16]
- Realidad aumentada.[17]
- Redes sociales
- Robótica
- Turismo, hoteles y visitas guiadas a los museos